# 維亞佐維齊亞河
維亞佐維齊亞河（烏克蘭語：В'язовиця），是烏克蘭的河流，位於該國西南部，屬於索博克河的支流，流經文尼察州，河道全長15公里，流域面積81.5平方公里。